# Game feel

Le game feel (parfois appelé « look and feel » ou « game juice ») est la sensation intangible ressentie lors de l'interaction avec un jeu vidéo. Ce concept a été popularisé par le livre Game Feel: A Game Designer's Guide to Virtual Sensation de Steve Swink. Le game designer y définit le game feel comme « le contrôle en temps réel d'objets virtuels dans un espace simulé, avec des interactions accentuées par le polish. » Bien qu'il n'existe pas de définition formelle du game feel, il existe de nombreuses manières de l'améliorer. Les différents éléments du jeu pouvant être ajustés pour optimiser le game feel sont : l'input, la réponse, le contexte, l'esthétique, la métaphore et les règles.

## Principe
Le game feel est généralement associé aux jeux spatiaux, dont les mécaniques impliquent le déplacement d'objets ou de personnages. Puisque la majorité des jeux vidéo sont basés sur des déplacements dans l'espace, les études sur le game feel se concentrent principalement sur le mouvement et les interactions physiques entre les objets. Un bon game feel vise à immerger le joueur dans une expérience engageante et satisfaisante. Un test simple pour évaluer le game feel consiste à vérifier si les mécaniques de base du jeu sont plaisantes à manipuler, même en l'absence de scénario, de score, de level design, de musique ou de graphismes. Si ce n'est pas le cas, le jeu risque de souffrir d'un game feel insatisfaisant.

### Input
L'input désigne les moyens par lesquels le joueur peut interagir avec le jeu. Le périphérique d'entrée physique utilisé par le joueur influence le game feel. Par exemple, utiliser un joystick pour déplacer un personnage procure un ressenti naturel grâce à son retour physique. À l'inverse, un écran tactile peut manquer de retour sensoriel, rendant la manipulation plus difficile.
Un game feel efficace passe par un schéma de contrôle intuitif. L'association naturelle entre l'input et les mécaniques du jeu permet une meilleure immersion. Les jeux de course réalistes comme Gran Turismo sont plus immersifs lorsqu'ils sont joués avec un volant. De même, certaines bornes d'arcade utilisent des interfaces uniques pour améliorer le ressenti des commandes. Centipede, par exemple, utilise une trackball permettant un déplacement fluide dans toutes les directions.
La sensibilité de l'input joue également un rôle majeur dans le game feel. La sensibilité est définie comme une « mesure approximative de la quantité d'expressivité inhérente à un périphérique d'entrée donné ». Chaque contrôleur possède une sensibilité inhérente unique, et de ce fait, l'association du contrôleur et du jeu peut avoir un impact considérable sur le game feel. Un jeu requérant de la précision avec un contrôleur offrant une faible précision peut rendre l'expérience difficilement frustrante.

### Réponse
La réponse (parfois appelée « feedback ») désigne la manière dont le jeu interprète et réagit aux inputs du joueur. En général, un bon game feel repose sur des commandes réactives, avec une sensibilité élevée et un délai minimal entre l'entrée et l'effet produit. Si le temps de réponse est perceptible pour le joueur, le jeu peut être perçu comme lourd, lent et difficile à manier.
La réponse englobe aussi la transformation des entrées simples du joueur en mouvements plus complexes. Par exemple, bien que la manette de la Nintendo Entertainment System (NES) ne dispose que d'une croix directionnelle et de deux boutons, des jeux comme Super Mario Bros. ont réussi à offrir des mouvements fluides et intentionnels.

## Contexte
L'input et la réponse doivent s'inscrire dans un environnement qui donne du sens aux actions du joueur. Un jeu qui propose une grande liberté de mouvement doit offrir des niveaux qui exploitent pleinement ces capacités. Par exemple, un jeu de course mettant l'accent sur la gestion des virages et de la vitesse perdrait tout intérêt si la piste était une simple ligne droite. Des circuits avec des virages serrés, des lignes droites et des changements d'altitude enrichissent le game feel.

## Esthétique
L'esthétique (parfois appelée « polish ») regroupe les détails sensoriels qui renforcent l'expérience de jeu. Les jeux étant principalement visuels et sonores, ces éléments amplifient les sensations et l'immersion.

### Visuel
L'esthétique visuelle ajoute des détails au monde du jeu le rendant plus vivant et cohérent. Les détails visuels informent inconsciemment le joueur sur les règles qui régissent l'interaction entre les objets du monde du jeu. Par exemple, des effets de particules de poussières soulevées par les pas du personnage ou des éclaboussures d'eau lors d'un saut peuvent renforcer le lien inhérent entre les objets de l'univers.
Les effets visuels peuvent également participer du game feel en introduisant un spectacle supplémentaire pour le joueur. Des effets visuels spectaculaires comme des flashs lumineux, des étincelles, des explosions ou des secousses de caméra peuvent accentuer l'impact des actions et rendre le jeu plus dynamique.

### Son
Les effets sonores soulignent les interactions entre les objets du jeu. Des sons trop faibles ou peu percutants peuvent donner une impression de mollesse aux actions du joueur et aux objets du jeu. Une faible qualité sonore gênera le joueur dans sa concentration. Un bon game feel requiert des effets sonores appropriés, percutants, agréables et non répétitifs.
La musique joue également un rôle clé dans le game feel. Son objectif principal est de renforcer l'ambiance du jeu : les jeux d'action utilisent souvent des musiques énergiques et rythmées, tandis que les jeux d'horreur préfèrent des compositions plus subtiles et oppressantes avec des pics d'intensité pour faire ressortir les moments de tension.

## Métaphore
La métaphore dans le game feel désigne la correspondance entre les mécaniques et le thème du jeu. Si un jeu met en scène des éléments connus du joueur, ce dernier aura des attentes sur leur comportement.
Par exemple, un jeu de simulation de conduite doit proposer une physique des véhicules cohérente avec la réalité. Si l'on remplaçait les voitures par des personnages courant à pied, sans modifier les commandes ni la physique du jeu, l'expérience serait complètement différente et les attentes du joueur seraient bouleversées.

## Recherches contemporaines sur le game feel
Parmi les recherches contemporaines sur le game feel, on peut citer le concept de rhétorique sensorielle. Ce concept est une adaptation de la rhétorique procédurale développée par le chercheur et game designer Ian Bogost, appliquée au domaine du game feel. La rhétorique sensorielle explore comment les sensations dans un jeu vidéo peuvent persuader et transmettre des idées au joueur.